# 연리지
"연리지"는 2006년에 개봉한 대한민국의 영화이다.

## 캐스팅
- 최지우 : 한혜원 역 입니다
- 조한선 : 이민수 역
- 최성국 : 경민 역
- 서영희 : 수진 역
- 진희경 : 원 간호사 역
- 손현주 : 민 과장 역
- 오현경 : 아버지 역
- 이인철 : 수위 역
- 김윤희 : 호텔녀 역
- 정다빈 : 어린 한혜원 역
- 김희수 : 남자 아이 역
- 서진욱 : 바텐더 역
- 반혜라 : 혜원방 아줌마 역
- 오창경 : 사극 조감독 역
- 조석현 : 사극 촬영장 부관 1 역
- 오순태 : 덩치남 2 역
- 김수미 : 미용실 원장 역 (특별출연)
- 현영 : 스토커 역 (특별출연)
- 이금희 : DJ 역 (특별출연)